# Приватна газета (видавничий дім)
Видавни́чий дім «Прива́тна газе́та» — найбільша видавнича компанія Полтавської області. Лідери ринку ЗМІ у Кременчуці за даними компанії TNS.

## Опис
Видавництво випускає :
- обласний рекламно-інформаційний тижневик «Приватна газета» (виходить двічі на тиждень: щовівторка та п'ятниці)[3]
- громадсько-інформаційний тижневик «Кременчуцький ТелеграфЪ»
- пізнавально-інформаційний тижневик «Для дому і сім'ї»
- безкоштовну інформаційну щотижневу газету «Хочу мати» (рос. «Хочу иметь»).

## Матеріально-технічна база
- Пресцентр (відкрито в 2010 році) [4]